# 208 (tal)
208 är det naturliga talet som följer 207 och som följs av 209.

## Inom vetenskapen
- 208 Lacrimosa, en asteroid

## Inom matematiken
- 208 är ett jämnt tal.
- 208 är ett tetranaccital.
- 208 är ett Praktiskt tal.
- 208 är summan av kvadraterna av de fem första primtalen.